# Keith Sapsford
Keith Sapsford, född 1956, död 22 februari 1970, var en australisk tonåring som blev känd efter att ha omkommit i en olycka. Den 22 februari 1970 klättrade Sapsford in i ett flygplanshjul i Sydney i syfte att smita ombord på ett flygplan. Under starten föll han från 61 meters höjd och dog omedelbart vid nedslaget.
Det fotografi som blev berömt i samband med Sapsfords öde föreställer honom i luften, fångad av amatörfotografen John Gilpin precis innan han slog i marken. Fotografiet har använts i olika sammanhang för att diskutera frågor kring säkerhet och ungdomars beteende. Sapsfords död har också väckt debatt om flygplatssäkerhet.